# Global Smaller Companies Trust
The Global Smaller Companies Trust plc ist eine britische Investmentgesellschaft mit Sitz in London. Das Unternehmen investiert hauptsächlich in weltweit in kleinere Unternehmen. Dabei versucht es, ein Portfolio zu erstellen, das ein übermäßiges Engagement in einem bestimmten Unternehmen, Sektor oder Markt vermeidet. Es werden Investitionen in über 40 Ländern getätigt. In Bezug auf den Anlageansatz in Japan, Asien ex Japan, Lateinamerika und einige andere kleinere Märkte außerhalb der Hauptregionen nutzt das Unternehmen seit vielen Jahren von Dritten verwaltete Investmentfonds.
Konzeptionelle und spekulative Unternehmen ohne nachweisliche Rentabilität werden grundsätzlich gemieden. Der Anlageschwerpunkt des Trusts liegt in Nordamerika.
Das Anlageportfolio des Unternehmens umfasst Sektoren wie Industriewerte, Finanzdienstleister, Technologie, Gesundheitswesen, Grundstoffe, Basiskonsumgüter, Immobilien, Energieversorger und Telekommunikation. Der Anlageverwalter des Unternehmens ist Columbia Threadneedle Investment Business Limited.
Im März 2025 beliefen sich die verwalteten Mittel auf insgesamt 836 Mio. Pfund.
Der Fondsmanager des Trusts ist Nish Patel.
Das Unternehmen ist an der Londoner Börse gelistet und Teil des FTSE 250 Index.

## Geschichte
Das Unternehmen wurde 1964 gegründet. Im November 2018 änderte es seinen Namen von F&C Global Smaller Companies plc in BMO Global Smaller Companies und im Juni 2022 von BMO Global Smaller Companies in The Global Smaller Companies Trust.